# Korrekturtecken
Korrekturtecken är symboler som används av bland annat redaktörer, copywriters och korrekturläsare för att peka på grammatiska och innehållstekniska felaktigheter i ett skriftligt dokument. 
Några i alla avseenden accepterade korrekturtecken finns inte i praktiken. Exempel på korrekturtecken ges bland annat i
- den internationell standarden ISO 5776:2016 Graphic technology – Symbols for text proof correction
- den sedan 2013-08-06 upphävda svenska standarden SIS 36201 Korrigering av text – Definitioner. Regler. Korrekturtecken[1]
- Publikationsbyråns rekommendationer[2]
- skriften "Myndigheternas skrivregler".[3]

Arbetsflödet med korrekturtecken kan bestå i att en korrekturläsare högt läser manus för en kollega som kontrollerar stavning och andra fel, de gör de justeringar som behövs direkt på korrekturet, och skickar det sedan vidare till sättaren (typografen, formgivaren) för ändring. Sättaren tar sedan eventuellt fram ett nytt korrektur som kontrolleras på samma sätt.

## Se vidare
- Korrektur